# 八路军兵工厂蟠龙镇旧址
八路军兵工厂蟠龙镇旧址，位于山西省长治市武乡县蟠龙镇石门村、柳沟村，是一处山西省文物保护单位。
2016年6月6日，八路军兵工厂蟠龙镇旧址公布为第五批山西省文物保护单位，年代为民国二十七年（1938），近现代重要史迹及代表性建筑类，编号5-156。